# Colonia Alarcón
Colonia Alarcón är en ort i Mexiko.   Den ligger i kommunen Cuernavaca och delstaten Morelos, i den sydöstra delen av landet, 50 km söder om huvudstaden Mexico City. Colonia Alarcón ligger 1 832 meter över havet och antalet invånare är 533.
Terrängen runt Colonia Alarcón är huvudsakligen kuperad, men åt nordost är den bergig. Terrängen runt Colonia Alarcón sluttar söderut. Runt Colonia Alarcón är det mycket tätbefolkat, med 1 463 invånare per kvadratkilometer. Närmaste större samhälle är Cuernavaca, 6,3 km söder om Colonia Alarcón. I omgivningarna runt Colonia Alarcón växer huvudsakligen savannskog.